# Mosbricka

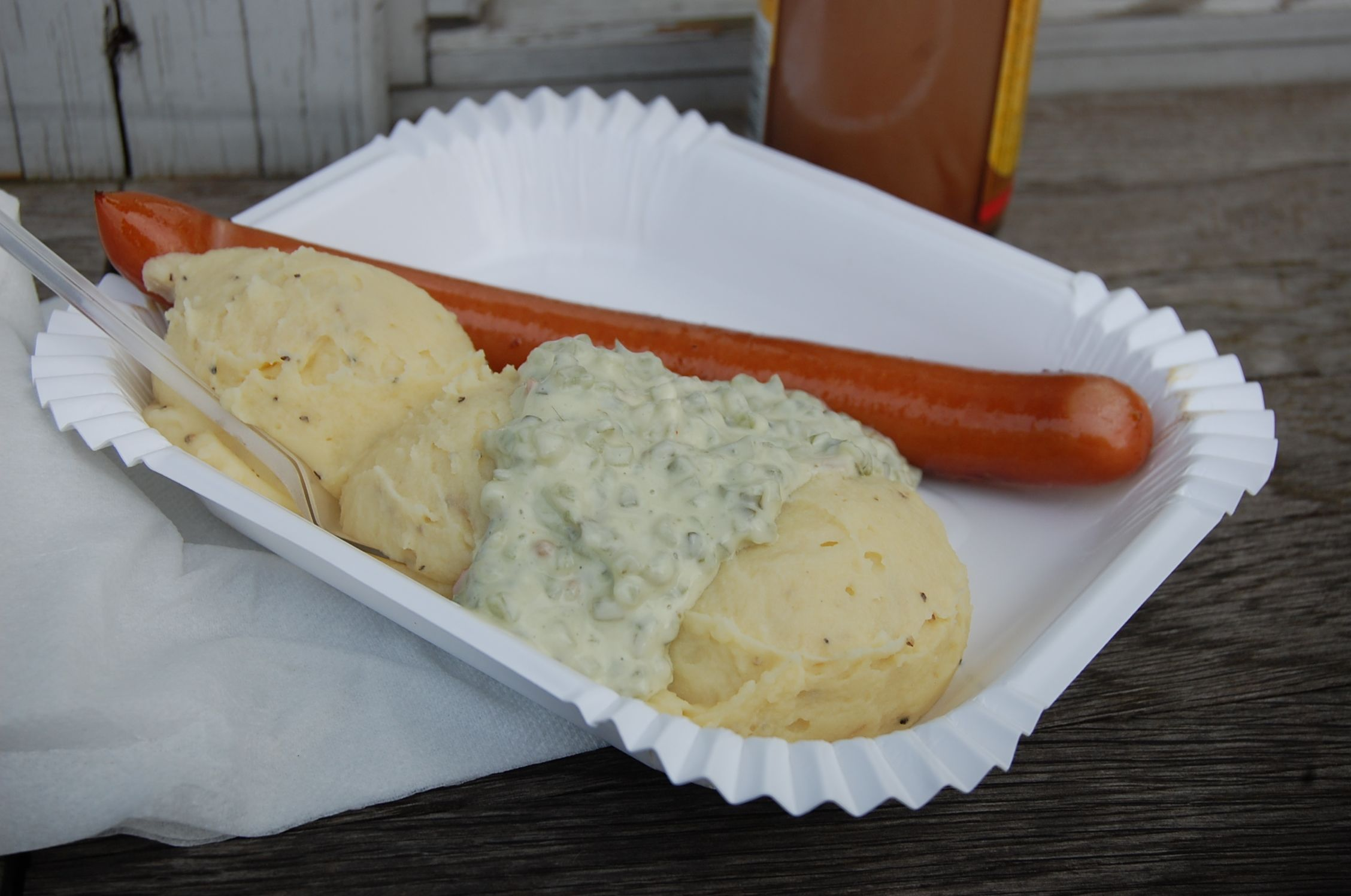
En mosbricka med gurkmajonnäs som tillbehör.

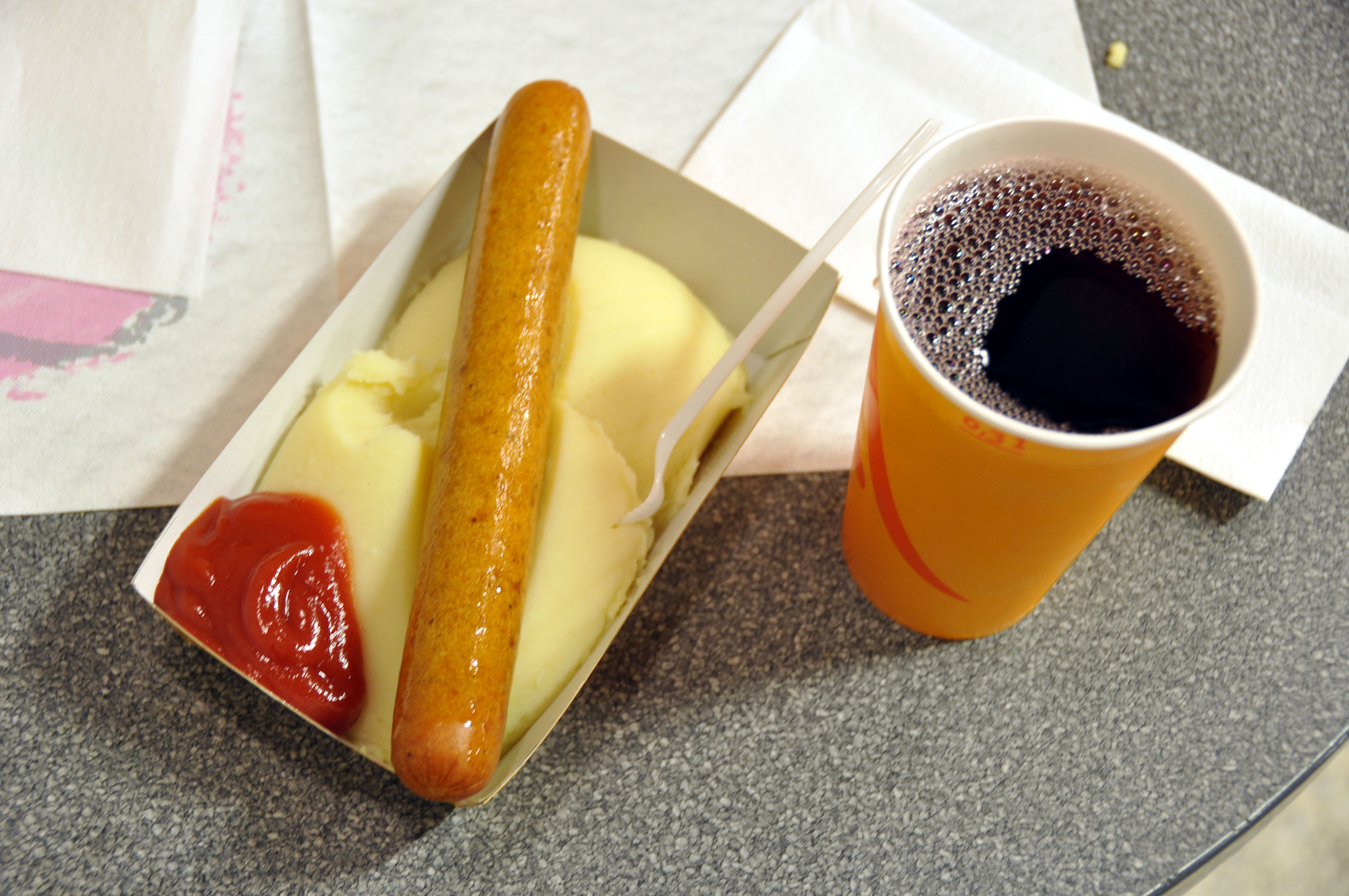
En mosbricka och tranbärsdricka.

Mosbricka är ett vanligt mål mat vid grillar och gatukök runtom i Sverige. Vanligtvis bestående av pulvermos med lämpligt tillbehör i kött, till exempel korv (varmkorv, grillkorv etcetera) eller köttbullar. Vanliga tillbehör är senap, ketchup, bostongurka, räksallad, gurkmajonnäs och lingonsylt. Särskilt populärt under 1970-talets raggarkultur, men så även därefter.
Ordet mosbricka finns i Svenska Akademiens ordlista (2015).